# Orthaea cordata
Orthaea cordata är en ljungväxtart som beskrevs av Oliver. Orthaea cordata ingår i släktet Orthaea och familjen ljungväxter. Inga underarter finns listade i Catalogue of Life.